# Тайминя, Дайна
Дайна Яновна Тайминя (латыш. Daina Taimiņa, англ. Daina Taimina ; род. 19 августа 1954 года, Рига) — американский математик латвийского происхождения. Доктор математических наук.

## Биография
Дайна Тайминя родилась в Риге в 1954 году. Окончила рижскую гимназию и  физико-математический факультет Латвийского государственного университета (1977). В 1990 году защитила кандидатскую диссертацию на тему : «Behavior of Different Types of Automata and Turing Machines on Infinite Words» в Институте математики Академии наук Белоруссии. В 1992 году защищает докторскую диссертацию в Латвийском университете. Работала преподавателем в Латвийском университете и в Институте обучения учителей в Риге. С 1992 по 1996 год работала научным редактором в издательствах «Zvaigzne» и «Mācību grāmata». С 1997 по 2006 год ассоциированный профессор Корнеллского университета.
С 2007 года Дайна Тайминя преподает математику в качестве профессора Университете Корнелла в Нью-Йорке. В 2010 году стала лауреатом ежегодной премии Diagram, которую за самое странное название книги ежегодно присуждает британский журнал The Bookseller. Книга Дайны Таймини называется «Вязальные приключения с гиперболическими плоскостями» («Crocheting Adventures with Hyperbolic Planes»), и жюри премии назвало это название «полным безумием».
«Можно надеяться, что работа доктора Таймини подвигнет других просвещенных мастеров вышивки и вязания на создание других подобных творений, так что я предвкушаю встречу с такими книгами, как „Теория струн и шитье перекрестным стежком“ („Cross-stitching String Theory“) и „Работа с войлоком в феноменологии“ („Felting Feats with Phenomenology“)», — представитель журнала «The Bookseller» Хорас Бент.

## Научная деятельность
Дайна Тайминя разрешила столетнюю проблему неевклидовой геометрии по визуализации гиперболических плоскостей. Гиперболические плоскости имеют отношение к неевклидовой геометрии, которую традиционно трудно визуализировать. Дайне Таймине удалось сделать это с использованием вязаных тканей. Свою первую модель гиперболической плоскости она связала крючком в 1997 году, чтобы использовать в студийном курсе Неевклидовой геометрии. С тех пор она связала более сотни геометрических моделей.

## Публикации
Автор книг:
- «Вязальные приключения с гиперболическими плоскостями» («Crocheting Adventures with Hyperbolic Planes») (AK Peters, 2009)
- Experiencing Geometry: Euclidean and Non-Euclidean with History (co-author with David Henderson, 3rd edition, Pearson Prentice Hall, 2005)
- «История математики» (1990 г.)
- «Математика античности», Mathematics in antiquity (Латвия), рига: University Press, 1981

и др.
Всего 47 публикаций, на русском, латышском и английском.